# Kurzia capillaris
Kurzia capillaris là một loài Rêu trong họ Lepidoziaceae. Loài này được (Sw.) Grolle mô tả khoa học đầu tiên năm 1963.